# North Liberty (Iowa)
North Liberty is een plaats (city) in het oosten van de Amerikaanse staat Iowa, feitelijk een voorstad van Iowa City. Het stadje valt bestuurlijk gezien onder Johnson County. North Liberty ligt aan de Iowa-rivier en werd in 1838 gesticht als Big Bottom, maar zou ook bekendstaan onder de namen Squash Bend en North Bend. Sinds 1857 wordt de huidige naam gebruikt en sinds 10 november 1913 is North Liberty een zelfstandige stad.

## Demografie
De bevolking van North Liberty omvatte tot de jaren 60 slechts enkele honderden personen. Daarna is het inwonertal snel gegroeid. In recente jaren is weer een sterke groei waar te nemen.
Bij de volkstelling in 2000 werd het aantal inwoners vastgesteld op 5367.
In 2006 is het aantal inwoners door het United States Census Bureau geschat op 9994, een stijging van 4627 (86,2%).
| Jaar       | 1913 | 1967 | 1980 | 1990 | 2000 | 2004 | 2006 |
| ---------- | ---- | ---- | ---- | ---- | ---- | ---- | ---- |
| Inwonertal | 190  | 782  | 2046 | 2926 | 5367 | 7224 | 9994 |

## Geografie
Volgens het United States Census Bureau beslaat de plaats een oppervlakte van 17,6 km², geheel bestaande uit land.

## Plaatsen in de nabije omgeving
De onderstaande figuur toont nabijgelegen plaatsen in een straal van 12 km rond North Liberty.